# Palle Skibelund
Palle Skibelund (12. januar 1929 – 26. februar 1988) var en dansk sceneinstruktør, der var med til at introducere det absurde teater i Danmark i 1950'erne. Blandt hans største successer var Frihed er det bedste guld (1961) og Glade dage (1962, også lavet i en tv-teater-udgave fra 1964).
Han instruerede i radioteateret med blandt andet en opsætning af Pontoppidans De dødes rige samt i TV-teatret, hvor han stod bag den på den tid store opgave med filmatiseringen fra 1972 af Gustav Wieds Livsens Ondskab.
Han modtog i 1965 Arbejdernes Fællesorganisations Kulturpris.
Skibelund var fra 1956 gift med skuespilleren Hanne Løye.